# Kopana (gromada)
Kopana – dawna gromada, czyli najmniejsza jednostka podziału terytorialnego Polskiej Rzeczypospolitej Ludowej w latach 1954–1972.
Gromady, z gromadzkimi radami narodowymi (GRN) jako organami władzy najniższego stopnia na wsi, funkcjonowały od reformy reorganizującej administrację wiejską przeprowadzonej jesienią 1954 do momentu ich zniesienia z dniem 1 stycznia 1973, tym samym wypierając organizację gminną w latach 1954–1972.
Gromadę Kopana z siedzibą GRN w Kopanej utworzono – jako jedną z 8759 gromad – w powiecie grójeckim w woj. warszawskim, na mocy uchwały nr VI/10/5/54 WRN w Warszawie z dnia 5 października 1954. W skład jednostki weszły obszary dotychczasowych gromad Kawęczyn, Kopana, Pawłowice, Rembertów, Stefanówka i Wylezin ze zniesionej gminy Komorniki, obszar dotychczasowej gromady Podole ze zniesionej gminy Kobylin oraz miejscowości Księżowola, Pamiątka, Cieśle i Szczerbówka z dotychczasowej gromady Kocerany ze zniesionej gminy Konie w tymże powiecie. Dla gromady ustalono 15 członków gromadzkiej rady narodowej.
29 lutego 1956 z gromady Kopana wyłączono wieś Cieśle włączając ją do gromady Michrów w tymże powiecie.
1 stycznia 1957 do gromady Kopana przyłączono wieś Ksawerów z gromady Michrów w tymże powiecie.
31 grudnia 1961 gromadę zniesiono, włączając jej obszar do gromady Lesznowola w tymże powiecie, oprócz wsi Rembertów, którą włączono do gromady Tarczyn tamże.